# Motel Destino
Motel Destino (prt: Motel Destino) é um filme teuto-brasileiro-francês de 2024, do gênero suspense erótico, dirigido por Karim Aïnouz, e estrelado por Iago Xavier, Nataly Rocha e Fábio Assunção. Com um roteiro que Aïnouz coescreveu ao lado de Wislan Esmeraldo e Maurício Zacharias, a trama retrata a história de um jovem de origem humilde que chega em um motel e transforma radicalmente a vida das pessoas que ali habitam.
Motel Destino foi selecionado para competir pela Palma de Ouro e pelo Queer Palm no 77.º Festival de Cinema de Cannes, onde estreou em 22 de maio de 2024. O filme foi lançado nos cinemas do Brasil e Portugal em 22 de agosto de 2024. Na Alemanha, a produção foi lançada nos cinemas em 14 de novembro de 2024; já na França, foi distribuída em 25 de dezembro de 2024.
Foi um dos pré-selecionados como um dos representantes do Brasil para o Oscar de melhor filme internacional.

## Sinopse
O Motel Destino, um refúgio sexual à beira da estrada, envolto em luzes neón que brilham sob o céu azul abrasador da costa nordeste do Brasil, é administrado pelo impetuoso Elias (Fábio Assunção) e sua inquieta esposa mais jovem, Dayana (Nataly Rocha). A inesperada chegada de Heraldo (Iago Xavier), um rapaz de 21 anos fugindo após um golpe mal-sucedido, abala a frágil rotina do lugar. À medida que o noir tropical se desenrola, as lealdades e desejos se misturam, revelando que o destino possui seu próprio plano enigmático.

## Elenco
- Iago Xavier como Heraldo
- Nataly Rocha como Dayana
- Fábio Assunção como Elias

## Produção
O filme foi patrocinado pelo Governo do Estado do Ceará, por meio da Secretaria da Cultura do Ceará (Secult Ceará) e da Secretaria de Turismo do Ceará (Setur), além de ter sido produzido pelas empresas Cinema Inflamável e Gullane, com coprodução da Globo Filmes, Telecine e Canal Brasil. O filme foi coproduzido internacionalmente pela The Match Factory, da Alemanha, e pela Maneki Films, da França; em associação com a Brouhaha Entertainment e Written Rock Films, do Reino Unido.
O roteiro foi escrito por Wislan Esmeraldo, em colaboração com o diretor Karim Aïnouz e Maurício Zacharias. As filmagens aconteceram inteiramente em locações no Ceará, estado natal de Aïnouz.
Iago Xavier e Nataly Rocha foram escalados para os papéis principais após um extenso processo de seleção, que envolveu mais de 500 atores.

## Lançamento
A estreia do filme aconteceu no Festival de Cinema de Cannes, na França, em 22 de maio de 2024, após ter sido selecionado para competir à Palma de Ouro e ao Queer Palm.
No Brasil, a produção foi distribuída pela Pandora Filmes, enquanto a The Match Factory ficou responsável pelas vendas internacionais. No Brasil e em Portugal, o filme foi lançado nos cinemas em 22 de agosto de 2024.
Na Alemanha, o filme foi lançado nos cinemas em 14 de novembro de 2024, pela Piffl Medien; já na França, a produção foi lançada nos cinemas em 25 de dezembro de 2024, pela Tandem Films. No Reino Unido, a distribuição do filme está sob responsabilidade das empresas Brouhaha Entertainment e Written Rock Films.

## Recepção

### Crítica
No site agregador de críticas Rotten Tomatoes, 67% das 18 avaliações dos críticos são positivas, com uma classificação média de 6,3/10. O Metacritic, que usa uma média ponderada, atribuiu ao filme uma pontuação de 73 em 100, baseado em 6 críticos, indicando críticas "geralmente favoráveis".

### Prêmios e indicações
| Cerimônia                  | Data da cerimônia       | Categoria                        | Indicação                                                     | Resultado | Ref.          |
| -------------------------- | ----------------------- | -------------------------------- | ------------------------------------------------------------- | --------- | ------------- |
| Festival de Cannes         | 25 de maio de 2024      | Palma de Ouro                    | Karim Aïnouz                                                  | Indicado  | [ 4 ]         |
| Festival de Cannes         | 25 de maio de 2024      | Queer Palm                       | Karim Aïnouz                                                  | Indicado  | [ 20 ]        |
| Festival de Cinema de Lima | 17 de agosto de 2024    | Melhor Filme                     | Motel Destino                                                 | Indicado  | [ 21 ]        |
| Prêmio Potências           | 5 de novembro de 2024   | Ator do Ano                      | Iago Xavier                                                   | Indicado  | [ 22 ]        |
| Prêmio Arcanjo de Cultura  | 2 de dezembro de 2024   | Cinema                           | Motel Destino                                                 | Indicado  | [ 23 ]        |
| Splash Awards              | 4 de dezembro de 2024   | Melhor Filme Nacional            | Motel Destino                                                 | Indicado  | [ 24 ]        |
| Splash Awards              | 4 de dezembro de 2024   | Melhor Atuação em Filme Nacional | Fábio Assunção                                                | Indicado  | [ 24 ]        |
| Prêmio F5                  | 19 de dezembro de 2024  | Melhor Filme                     | Motel Destino                                                 | Indicado  | [ 25 ]        |
| Prêmio APCA de Cinema      | 20 de janeiro de 2025   | Melhor Ator                      | Fábio Assunção                                                | Indicado  | [ 26 ]        |
| Brazil Online Film Award   | 17 de fevereiro de 2025 | Melhor Ator Coadjuvante          | Fábio Assunção                                                | 2.º lugar | [ 27 ]        |
| Brazil Online Film Award   | 17 de fevereiro de 2025 | Melhor Filme Nacional            | Motel Destino                                                 | Indicado  | [ 27 ]        |
| Prêmio Exclamação          | 1 de março de 2025      | Melhor Filme Brasileiro          | Motel Destino                                                 | Indicado  | [ 28 ]        |
| VHS Awards                 | 9 de março de 2025      | Melhor Ator Coadjuvante          | Fábio Assunção                                                | Venceu    | [ 29 ] [ 30 ] |
| Prêmio Grande Otelo        | 30 de julho de 2025     | Melhor Longa-metragem de Ficção  | Motel Destino                                                 | Indicado  | [ 31 ]        |
| Prêmio Grande Otelo        | 30 de julho de 2025     | Melhor direção                   | Karim Aïnouz                                                  | Indicado  | [ 31 ]        |
| Prêmio Grande Otelo        | 30 de julho de 2025     | Melhor ator de longa-metragem    | Fábio Assunção                                                | Indicado  | [ 31 ]        |
| Prêmio Grande Otelo        | 30 de julho de 2025     | Melhor direção de fotografia     | Hélène Louvart                                                | Indicado  | [ 31 ]        |
| Prêmio Grande Otelo        | 30 de julho de 2025     | Melhor direção de arte           | Marcos Pedroso                                                | Indicado  | [ 31 ]        |
| Prêmio Grande Otelo        | 30 de julho de 2025     | Melhor figurino                  | Kika Lopes e Ananda Frazão                                    | Indicado  | [ 31 ]        |
| Prêmio Grande Otelo        | 30 de julho de 2025     | Melhor som                       | Moabe Filho, Pedro Moreira, Waldir Xavier e Adrian Baumeister | Indicado  | [ 31 ]        |
| Prêmio Grande Otelo        | 30 de julho de 2025     | Melhor trilha sonora             | Amine Bouhafa                                                 | Indicado  | [ 31 ]        |